# Kwasy tłuszczowe omega-9
Kwasy tłuszczowe omega-9 (zwane też kwasami tłuszczowymi n-9 lub ω-9) – nienasycone kwasy tłuszczowe, których ostatnie wiązanie podwójne znajduje się przy dziewiątym od końca atomie węgla łańcucha węglowego. W postaci acylogliceroli wchodzą w skład tłuszczów. 
Przykładowe kwasy omega-9:
- kwas oleinowy,
- kwas erukowy,
- kwas nerwonowy.

## Kwestie zdrowotne
W 2001 r. stwierdzono, że tłuszcze jednonienasycone omega-9 oraz niektóre wielonienasycone (omega-6) sprzyjają rozwojowi raka piersi po menopauzie, a tłuszcze wielonienasycone omega-3 - przeciwdziałają. Odkryto, że tłuszcze oleinowe (zawarte w oliwie z oliwek, oleju rzepakowym) i inne jednonienasycone (omega-9) sprzyjają rozwojowi raka, podobnie jak niektóre tłuszcze wielonienasycone omega-6 (np. 20:2 pochodna kwasu linolowego).